# TLE
Дворядковий набір елементів (TLE, або рідше 2LE) або трирядковий набір елементів (3LE) — це формат даних, що кодує список орбітальних елементів об’єкта, що обертається навколо Землі, для даного моменту часу. 

## Опис
Використовуючи відповідну формулу передбачення, можна з певною точністю оцінити стан (положення та швидкість) у будь-який момент у минулому чи майбутньому. Представлення даних TLE є специфічним для спрощених моделей збурень (SGP, SGP4, SDP4, SGP8 і SDP8), тому будь-який алгоритм, який використовує TLE як джерело даних, повинен реалізувати одну з моделей SGP для правильного обчислення стану в потрібний момент часу. TLE можуть описувати траєкторії лише для навколоземних об’єктів. TLE широко використовуються як вхідні дані для проектування майбутніх орбітальних шляхів космічного сміття з метою характеристики «майбутніх подій космічного сміття для підтримки аналізу ризиків, аналізу близького зближення, маневрування для уникнення зіткнень» і криміналістичної експертизи.
Формат спочатку був призначений для перфокарт, кодуючи набір елементів на двох стандартних картках із 80 стовпцями. Згодом цей формат був замінений текстовими файлами, оскільки системи перфокарт застаріли.

## NORAD
Космічні сили Сполучених Штатів відстежують усі об’єкти, які можна виявити на орбіті Землі, створюючи відповідний TLE для кожного об’єкта, і роблять загальнодоступними TLE для багатьох космічних об’єктів на веб-сайтах Space Track і CelesTrak, приховуючи або маскуючи дані багатьох військових або секретних об'єктів. Формат TLE де-факто є стандартом розподілу елементів орбіти навколоземних об’єктів.
Набір TLE може містити рядок заголовка, що передує даним елемента, тому кожен список може займати три рядки у файлі, у цьому випадку TLE називають трирядковим набором елементів (3LE), а не дворядковим (2LE). Заголовок не є обов’язковим, оскільки кожен рядок даних містить унікальний код NORAD ID — ідентифікатор об’єкта (орбітального елемента).
Синтаксис:
```
AAAAAAAAAAAAAAAAAAAAAAAA
1 NNNNNU NNNNNAAA NNNNN.NNNNNNNN +.NNNNNNNN +NNNNN-N +NNNNN-N N NNNNN
2 NNNNN NNN.NNNN NNN.NNNN NNNNNNN NNN.NNNN NNN.NNNN NN.NNNNNNNNNNNNNN

```

Приклад TLE супутника PolyITAN-1 (NORAD ID: 40042):
```
POLYITAN-1              
1 40042U 14033AJ  24312.88664023  .00033687  00000+0  21309-2 0  9993
2 40042  98.0865 283.7708 0012760  21.6243 338.5520 15.08860754564967

```

## Програми
Для відображення орбіт та траєкторій на основі TLE використовують спеціалізоване програмне забезпечення (наприклад, XEphem, Stellarium, Gpredict та інші).

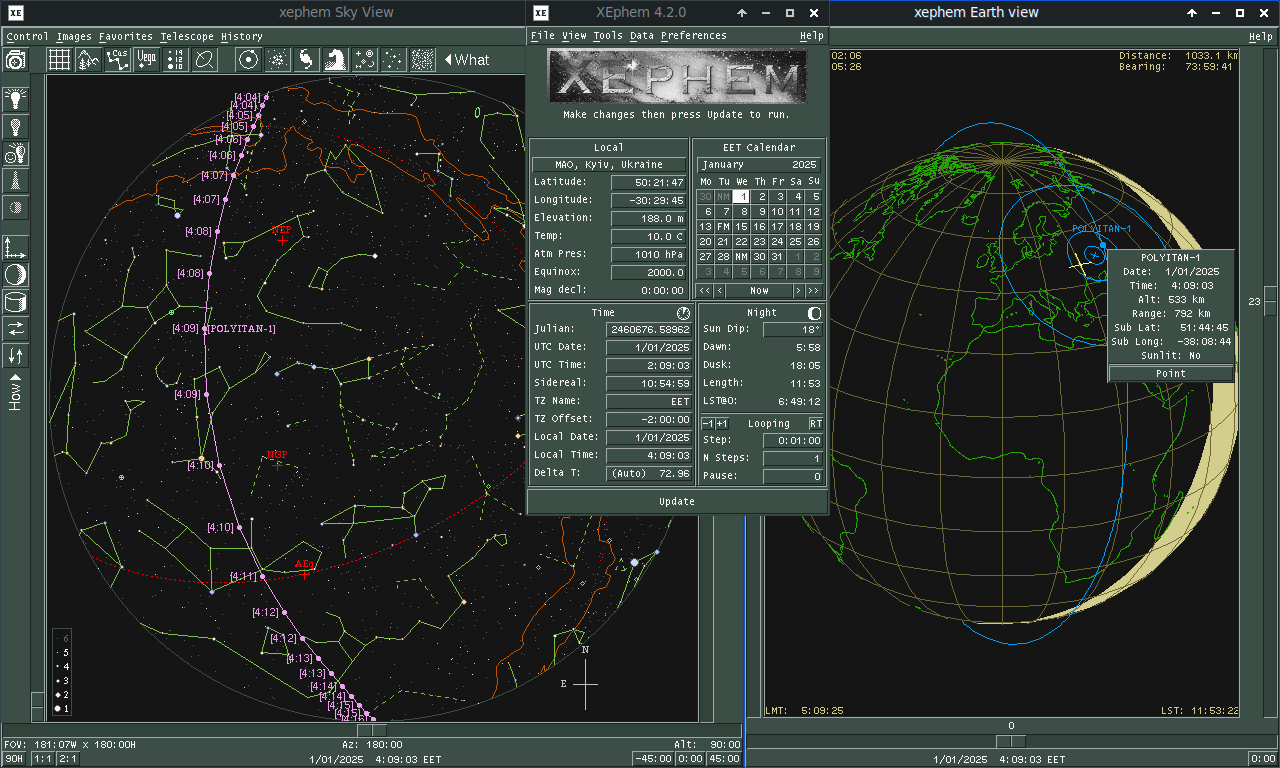
Траєкторія польоту супутника PolyITAN-1 на планісфері і орбіта навколо Землі, обраховані у XEphem (станом на 1 січня 2025)
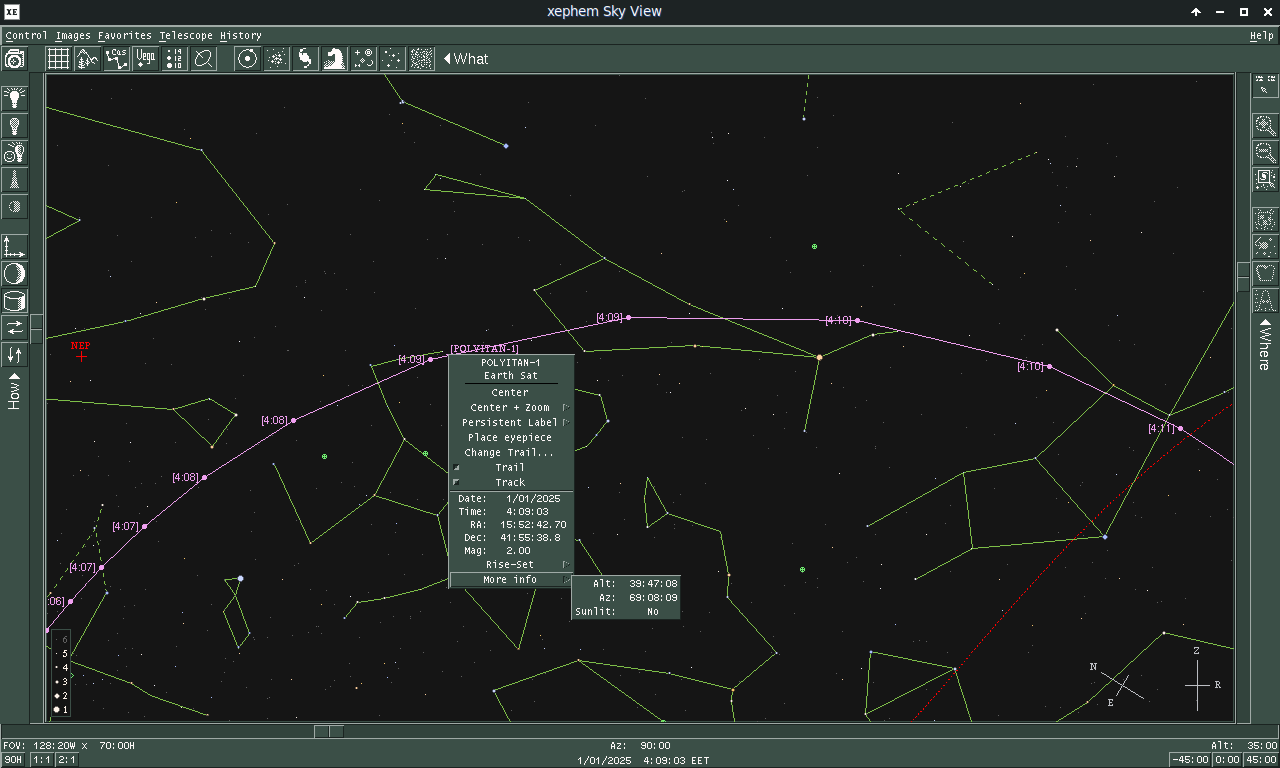
Траєкторія PolyITAN-1 на мапі зоряного неба у циліндричній проєкції (спостереження у східному напрямку)